# São Francisco do Maranhão
São Francisco do Maranhão är en kommun i Brasilien.   Den ligger i delstaten Maranhão, i den östra delen av landet, 1 200 km nordost om huvudstaden Brasília. Antalet invånare är 12 163.
Omgivningarna runt São Francisco do Maranhão är huvudsakligen savann. Runt São Francisco do Maranhão är det mycket glesbefolkat, med 5 invånare per kvadratkilometer.